# Cannate
Der Cannate war ein griechisches Maß für Flüssigkeiten, wie Wein und Branntwein. 
- 1 Cannate = 80,7375 Pariser Kubikzoll = 1,602 Liter
- 1 Baril/Barillo = 24 Boccali = 32 Cannate = 51,27 Liter